# Algorithme de Farneback
L'algorithme de Farneback est un algorithme de flux optique qui étend l'algorithme de Lucas-Kanade.
L'algorithme est proposé par Gunnar Farnebäck en 2003.